# Eysturoy (regione)
Eysturoy è uno dei sei sýslur (regioni o distretti politici) in cui sono divise le Isole Fær Øer.
Comprende l'isola omonima e la porzione nord orientale dell'isola di Streymoy.

## Comuni
La regione comprende 7 comuni (kommunur):
- Fuglafjørður
- Sunda
- Eiði
- Runavík
- Nes
- Sjóvar
- Eystur